# Liguriella
Liguriella Issel, 1908 è un genere di molluschi cefalopodi appartenente alla famiglia Cranchiidae.

## Descrizione
Non si conoscono individui adulti di Liguriella. I subadulti hanno mantello affusolato subconico con estremità ottusa; le pinne sono poste all'estremità del corpo, sono piccole e si uniscono nella parte posteriore. Sul globo oculare sono presenti due fotofori di cui il posteriore più grande e a forma di mezzaluna; non sono presenti fotofori sull'apice delle braccia. La clava tentacolare porta ventose ma non uncini, due serie di ventose alternate a cuscinetti sono presenti sullo stelo del tentacolo.
Il mantello dell'esemplare più grande conosciuto, un subadulto, era lungo 24 cm.

## Distribuzione e habitat
Il genere è presente in tutti gli oceani cladi o subtropicali e si estende anche a latitudini temperato fredde nell'emisfero Australe.
Le paralarve e gli immaturi diL. podophthalma si trovano dalla superficie a 400 metri di profondità, come nella maggior parte dei Cranchiidae gli individui scendono a profondità maggiori con l'aumentare delle dimensioni fino a oltre 1500 metri.

## Biologia
Ignota.

## Tassonomia
Il genere comprende due specie::
- Liguriella pardus (Berry, 1916)
- Liguriella podophthalma (Issel, 1908)